# Confédération nationale des travailleurs du Sénégal - Forces du changement
Pour les articles homonymes, voir Confédération nationale du travail.
La Confédération nationale des travailleurs du Sénégal - Forces du changement (CNTS-FC) est une confédération syndicale sénégalaise issue d'une scission de la Confédération nationale des travailleurs du Sénégal en 2002. Elle est affiliée à la Confédération syndicale internationale.
Elle compte près de 50 000 affiliés répartis entre 50 organisations professionnelles, couvrant tous les secteurs de l'économie nationale.
Ses principaux affiliés évoluent dans le secteur privé.
Son secrétaire général est Ceikh Diop.